# Abbaye Saint-Eptade de Cervon
L'abbaye Saint-Eptade de Cervon, est un monastère de moines bénédictins, fondé par saint Eptade d'Autun, au finage de Cervon, dans la Nièvre, dans le Morvan, en région Bourgogne-Franche-Comté.

## Historique
Cervodunum, Cerdunum, l'abbaye (Monasterium sancti Eptadii in Cerviduno) fut fondée en 500. Elle fut par la suite sécularisée et érigée en collégiale dont le doyen avait le titre d'abbé. Le beau plateau que le bourg occupe actuellement n'était à cette époque qu'une sombre forêt où le saint, après avoir erré dans les déserts du Morvan, vint se réfugier pour échapper à l'honneur de l'épiscopat. Il y vécut dans une retraite absolue, uniquement préoccupé de Dieu et de l'éternité. Mais sa quiétude ne dura pas, le bruit de ses vertus et de ses austérités se répandit et bientôt il vint grand monde de tous les environs, ce qui l'obligea de bâtir un monastère pour les loger.
L'établissement acquit de l'importance. Le roi Charles le Chauve en le confirmant sous l'épiscopat d'Althée en 843 à l'église Saint-Nazaire d'Autun, il est qualifié de monasterium sacti Eptadii in Cerviduno.
Sécularisée au XIIe siècle, l'abbaye fut changée en collégiale avec un chapitre de dix chanoines dont le supérieur prenait le titre d'abbé. Les autres dignitaires étaient : le prévôt, le chantre et le trésorier. Le nombre des membres de cette communauté fut ramené, dans la suite, à six chanoines et deux étudiants. Le chapitre était seigneur haut justicier du bourg en partie et percevait les dîmes de la paroisse. Les bénédictins de Nevers jouissaient aussi à Cervon d'un droit de dîmes et l'abbaye de Réconfort de deux rentes, l'une de 7 livres assises sur les terres connues sous le nom de Gagnagium et de l'autre de 20 sous sur le ban, les amendes et le cens que les comtes de la province avaient coutume de recevoir en la ville de Cervon ; elles lui avaient été léguées par la comtesse Mahaut en 1244.
La paroisse de Magny-Lormes fut unie au chapitre de Cervon le 19 mai 1461 par l'évêque Jean Rolin moyennant une rente de 5 livres assise sur les dîmes du lieu.
L'élection de l'abbé se faisait, à la pluralité des voix, par les chanoines réunis. Le nouveau dignitaire entrait immédiatement après son élection et sans qu'il fût besoin d'attendre l'approbation de l'ordinaire en jouissance de sa charge et nommait à toutes les prébendes.
Les évêques d'Autun firent, à différentes reprises, des tentatives pour s'attribuer la nomination du doyen, notamment en 1707 à la mort de Roch du Verdier. Les chanoines, en vertu de leur droit, se réunirent aussitôt pour lui donner un successeur et nommèrent en effet Pierre Bernard l'un d'eux. De son côté l'évêque Bertrand de Senaux confia cette charge à Jean de Barraud, chanoine et curé de Cervon, qui soutint son prétendu droit jusqu'à sa mort arrivée en janvier 1708. Le 13 janvier le prélat lui donna pour successeur Claude Feuillet, curé de Corancy, mais les chanoines appuyèrent avec fermeté la cause de Bernard et firent enfin prévaloir leurs droits. L'évêque décéda le 30 avril 1709. L'abbé décédé le 10 mai 1723 ses collègues élurent le lendemain Pierre-Antoine de Mesgrigny, bachelier en Sorbonne, auquel le candidat épiscopal opposa encore sa nomination ; mais le droit triompha de nouveau et dès lors toute contestation cessa.
L'abbé eut plusieurs démêlés avec les religieux de l'abbaye Saint-Léonard de Corbigny, notamment en 1315 et 1350, pour la justice du hameau de Viry au finage de Cervon. Le plus sérieux des débats fut celui qui les opposa aux habitants de Mouron concernant la desserte de leur église en 1667. L'affaire fut portée devant l'officialité diocésaine puis au tribunal du métropolitain de Lyon et se termina trois ans après par une sentence qui condamna le chapitre, en sa qualité de collateur et décimateur de la paroisse, à y administrer ou à faire administrer les sacrements et à y célébrer la messe tous les dimanches et fêtes, à l'exception des jours de Pâques, de la Pentecôte, de la Toussaint, de Noël et de la Saint-Barthélémy, patron de l'église matrice de Cervon. Ces jours là les paroissiens de Mouron étaient tenus de se rendre à la messe collégiale obligatoire et d'offrir pendant l'office de la fête patronale aux abbés et chanoines un flambeau de cire blanche de deux livres.
En vertu d'une convention du XVIe siècle avec les habitants de Mhère un chanoine devait aller, chaque dimanche, célébrer dans l'église de cette paroisse une première messe, à sept heures du matin. La garde-gardienne de l'abbaye ou chapitre appartenait, ainsi que le constate une charte du mois de septembre 1333, aux comtes de Nevers à titre de fondateurs ou insignes bienfaiteurs.

## Architecture

### Église
Connue aujourd'hui sous le vocable de saint Barthélémy apôtre, elle possède un portail roman remanié au XVe siècle. Ne subsiste du tympan en pierre calcaire de la façade occidentale (fin du XIIe siècle) qu'une figure du Christ en Majesté dans une mandorle bénissant le monde à la manière grecque, entouré des symboles des Apôtres : l'aigle, le lion, le bœuf. Cette sculpture offre de grandes similitudes avec le Christ de la basilique de Vézelay. Son portail ouest fait l’objet d’un classement au titre des monuments historiques depuis le 24 mars 1908.
C'est une église à trois nefs. Le chœur et le sanctuaire portent tous les caractères de l'architecture de transition. Les arcades sont à ogives naissantes et les fenêtres en plein cintre. Six larges pilastres cannelés, tel qu'on peut en observer dans les églises de Bourgogne, en soutiennent les voûtes. Au-dessous, se trouve un caveau destinés jadis à la sépulture des chanoines.
L'autel du chapitre occupait alors le chœur et celui de la paroisse la grande chapelle du Nord. La chapelle opposée était sous le vocable de Notre-Dame de Pitié. Entre les piliers se trouvaient cinq autels érigés en l'honneur de l'Annonciation, de saint Georges, de saint Sébastien, de saint Étienne et de saint Antoine. Ils appartenaient aux différents seigneurs du pays qui venaient y prier et se faire inhumer devant.
La grande nef, avec ses deux bas-côtés, est une construction grossière. Les piliers massifs sont sans ornements ni moulures, ce qui en relèvent la pesanteur. Les arcades et les fenêtres y annoncent le roman du XIe siècle dans sa plus grande rudesse.
Le portail Ouest est curieux. Il est surmonté d'archivoltes, soutenues par des colonnes, couronnées de chapiteaux historiés, représentant Daniel dans la fosse aux lions et la chaste Suzanne délivrée par ce prophète encore enfant. Dans le tympan on remarque le Christ bénissant le monde à la mode grecque. Il est accompagné des figures symboliques des quatre évangélistes. Les draperies très fines et très serrées rappellent parfaitement le style byzantin. Le clocher, percé de fenêtres géminées, est surmonté d'une haute flèche, dominant tous les environs.
En 1410 cette église tombait en ruines. Les habitants appelés à la réparer s'y refusèrent opiniâtrement. Cités devant l'office d'Autun et condamnés ils en appelèrent au tribunal de l'officialité métropolitaine à Lyon où ils obtinrent gain de cause et firent mettre les frais de l'instance à la charge du promoteur diocésain. Celui-ci en appela à son tour à Rome. Condamnés aux dépens, les gens de Cervon portèrent leur cause aux pieds de sa Sainteté qui députa Frédéric Deys, auditeur de rote, pour statuer définitivement. Le commissaire confirma la décision dès le 1er février 1537. Marie d'Albret accorda aux chanoines des provisions de sergent pour la défense de leur église,.
Nous savons par le procès-verbal de l'archidiacre d'Autun au cours de sa visite pastoral en 1667 que les sols de la nef et des chapelles n'étaient pas carrelés.
Le 4 août 1743, l'abbé Pierre-Antoine de Mesgrigny y reçoit l'adjuration publique des idées calvinistes de Marguerite de Paris, fille de Pierre, seigneur du Pontot. Cet événement attira la foule des grands jours venue de Corbigny, Lormes et des paroisses environnantes.
Cette église sera ravagée par plusieurs incendies où elle perdra les voûtes de sa grande nef et des bas-côtés. L'importance de cette paroisse la fit ériger en 1827 en cure de deuxième classe. L'église fut rénovée en 1848 pour une somme de trente mille francs et reconsacrée par monseigneur Dominique-Augustin Dufêtre le 12 novembre 1848 avec un grand concours d'hommes et de femmes d'Église. Le prélat déposa à cette occasion dans le tombeau de l'autel les reliques de sainte Agnès, sainte Agathe, saint Barthélémy, saint Bernard, sainte Chantal, saint Cyr, saint Jérôme, saint François de Sales, saint Hilaire, sainte Juliette et sainte Thècle. En 1854 le petit clocher en forme de dôme au milieu du toit fut abattu et un autre reconstruit à sa place. Les travaux commencés le 9 octobre 1854 furent achevés l'année suivante. En creusant les fondations un ossuaire fut découvert, disposé avec beaucoup de symétrie, renfermant les débris d'environ 600 cadavres qui furent replacés dans le nouveau cimetière établi au nord en 1810.
Aujourd'hui cette ancienne collégiale au plan en croix latine. Portail roman remanié au XVe siècle, ne subsiste du tympan (fin du XIIe siècle) qu'une figure du Christ en Majesté entouré des symboles des Apôtres (Tétramorphe. Classé MH (1908) ainsi qu'un retable groupe sculpté de la Vierge de Pitié du XVIIe siècle,  Classé MH (1962). Elle présente une des toutes premières croisées d'ogives du Nivernais. Ouverture sur demande.

## Fortifications
À l'opposé du logement de l'Abbé on voit une tour ronde, vestiges des antiques fortifications, elle avait dit-on, six étages. Sous la maison qui lui est contiguë, on remarquait encore à la fin du XIXe siècle, une cave du XIVe siècle.

## Trésor
- Vierge de Pitié, retable en pierre, groupe sculpté dont les dimensions ne furent pas prises date de 1604, (propriété de la commune), objet inscrit aux monuments historiques le 22 octobre 1962,  Inscrit MH (1962)[11].
- 18 stalles dans la nef
- Beau christ en bois.

### Bâtiments conventuels
Les caves de l'ancienne abbaye se trouvent encore pour l'une d'elles sous l'école.

### Cimetière
Celui-ci n'étant pas clos, on voyait des marchands s'installer au milieu des tombes et les animaux domestiques venir y fouiner dans l'indifférence générale.

## Propriétés, titres, domaines
- Les Domaines, maisons dans lesquelles étaient logés séparément les chanoines.

## Revenus, dîmes
Les revenus en dîmes et en terre s'élevaient à la somme de 5815 livres et se partageaient en 9 prébendes de 525 livres 7 sous et 8 deniers chacune. L'abbé en levait deux. Les charges se montaient ordinairement à 1086 livres 12 sous, à savoir : 500 livres dues au curé de la paroisse ; 250 livres au vicaire ; 242 livres pour décimes et 94 livres et 12 sous pour deux fondations.
Le chapitre percevait les dîmes de la paroisse, celles de Magny et de Mouron, dont il avait le patronage.
Les revenus des Domaines étaient estimés avec leurs dépendances à 150 livres à valoir sur les prébendes. Ces domaines, dont la plupart existent encore, se font remarquer par leur uniformité.

## Logement de l'Abbé
Le logement du doyen dit l'abbé est nommé l'abbaye, et se trouve près du portail occidental de l'église, au Sud et conserve encore son ancienne physionomie à la fin du XIXe siècle.

## Abbés
(liste non exhaustive)
- 1160 - Rivier.
- 1209 - Hugues Tubœuf de Dommartin, dont le frère Bertrand est seigneur du lieu.
- 1251 - Seguin de Chandenus.
- 1266 - Hugues de Faucogney
- 1315 - Thibault de Noissy, chanoine d'Autun.
- 1458 - Guillaume Macé, mestre ès-arts, bachelier en décrets, chanoine d'Auxerre et vicaire général d'Autun, élu en 1458.
- 1468 - Jean Ier de Nevers.
- 1482 - Jean II Saulnier, chanoine et official d'Autun, sénateur clerc au Parlement de Bourgogne.
- 1507 - Nicolas de Bèze, oncle du fameux Théodore de Bèze.
- N - D  - de Pommereuil
- 1534 - Charles Ier de Montsaulnin
- 1563 - Philippe Arnoux
- 1570 - Charles II de Montsaulnin
- 1578 - Jean III de Rochery
- 1615 - Jean IV Genest, docteur de la faculté de théologie de Paris, protonotaire du saint-siège, prévôt de Tannay, chanoine, official et archidiacre de Nevers, élu.
- 1630 - Hérard Ier de Rochefort, abbé commendataire de Saint-Léonard, de Vézelay, de Saint Germain, qui se démit cette année 1630.
- 1631 - Hérard II de Mocquot, par la résignation du précédent
- 1645 - Claude Ier de La Madeleine de Ragny, évêque d'Autun
- N - D   - Jacques de Foucher, en vertu de la démission du précédent.
- 1648 - Pierre Ier Lepaige, aumônier ordinaire et conseiller du roi
- 1651 - Pierre II Lepaige
- 1655 - François de Jaucourt, fils de Elie de Jaucourt et de Anne de Loron
- 1666 - Roch du Verdier, nommé cette année-là.Natif de Cervon, il était le fils d'un gentilhomme ordinaire de la chambre du roi, décédé en 1707
- 1707 - Pierre II Bernard élu.
- 1723 - Pierre-Antoine de Mesgrigny, bachelier en Sorbonne et 1743, il reçoit cette année-là, l'adjuration publique des idées calviniste de Marguerite de Paris, fille du seigneur du Pontot.
- 1823 - Jean-Baptiste René de Percy, dernier titulaire, décédé avec la charge de curé de Dun-les-Places, âgé de 75 ans.

## Religieux connus
- 1671 - Michel Salomon du Pontot, est chanoine de la collégiale.
- 1820 - ca. Philibert Pannetrat, ancien chanoine de Cervon, fait réaliser en sa qualité de curé de Neuffontaines, dans la Nièvre, une cloche fondue en 1826